# Gerhard Wolf
Gerhard Wolf (Dresda, 1896 – Monaco di Baviera, 23 marzo 1971) è stato un politico tedesco.
Fu console tedesco a Firenze durante l'occupazione nazista. In tale veste egli si distinse per la propria attività di protezione dei beni culturali e di assistenza ai perseguitati politici e razziali.

## Biografia
Gerhard Wolf nacque – settimo ed ultimo figlio di un avvocato – a Dresda nel 1896. Dopo il servizio militare studiò filosofia, storia dell'arte e lettere, concludendo i propri studi con una tesi di laurea in filosofia. Wolf entrò nel servizio diplomatico tedesco nel 1927, quando ministro degli esteri era Gustav Stresemann. Al momento dell'arrivo al potere di Adolf Hitler Wolf era a Roma, già nello stesso anno 1933 gli fu chiesto di aderire al partito nazista. Inizialmente egli si rifiutò, ma alla luce delle crescenti pressioni con minaccia di richiamo in patria e licenziamento immediato, vi aderì nel 1939.
Dal 1940 al 1944 fu console tedesco a Firenze; nei mesi dell'occupazione tedesca dall'8 settembre 1943 all'agosto 1944 riuscì anche grazie all'appoggio di Rudolf Rahn (ambasciatore vicario e in seguito plenipotenziario del Reich in Italia) a salvare svariate vite umane.
Di ciò resero testimonianza nel 1946 lo storico dell'arte statunitense Bernard Berenson (1865-1959): egli riuscì, pur essendo ebreo, a sfuggire quale straniero e, grazie a Wolf, alla deportazione, e a salvare la sua biblioteca e la sua collezione di opere d'arte.
Wolf si spense il 23 marzo 1971 a Monaco di Baviera 10 anni dopo il proprio pensionamento.

## Onorificenze
I Fiorentini in segno di gratitudine gli dettero il soprannome di "Il Console di Firenze" e gli concessero nel 1955 la cittadinanza onoraria. Nel 2007 è stata posta sul Ponte Vecchio una lapide commemorativa del ruolo da lui svolto il 4 agosto 1944 nell'impedire la distruzione del ponte: egli sostenne con la Wehrmacht il nullo valore strategico del corridoio vasariano, che invece il giorno dopo fu percorso da Carlo Ludovico Ragghianti per stabilire il primo contatto della Resistenza fiorentina con gli avamposti dell'esercito statunitense.